# Dálnice Marica
Dálnice Marica (bulharsky Aвтомагистрала Марица – Avtomagistrala Marica) je dálnice v jižním Bulharsku. Nese označení A4. Spojuje dálnici Trakija s Tureckem a vede po ní evropská silnice E80. V provozu je v celé své délce 117 km od roku 2015.

## Jméno
Dálnice nese jméno po řece Marica, podél jejíhož toku vede.

## Trasa
Dálnice oficiálně začíná na km 167,000 dálnice Trakija v nadmořské výšce 160 m zhruba 40 km východně od Plovdivu. Po celé své trase vede v zásadě souběžně se státní sinici č. 8, kterou dopravně nahrazuje. První tři kilometry dálnice (od km 0,000 do km 3,256) k odbočce Orizovo (ve směru od Sofie) jsou totožné s dálnicí Trakija. Přitom na této křižovatce neexistuje propojení mezi těmito dvěma dálnicemi ve směru Burgas – Svilengrad, jehož výstavba se předpokládá.
Od odbočky Orizovo má dálnice celkovou šíři 28 m a návrhovou rychlost 120 km/h. Dálnice zprvu postupně klesá na 110 m, kdy kříží Maricu, a znovu stoupá až do svého nejvyššího bodu u Alexandrova (cca 230 m). Poté znovu klesá do údolí a u města Charmanli vede v nadmořské výšce okolo 80 m. Poté vede po levém břehu Marici s malými výškovými výkyvy (± 20 m). Na sjezdu Novo Selo odbočuje z dálnice rychlostní spojka do Řecka a na svém konci dálnice klesá na 41 m.
Dálnice Marica končí před celnicí Kapitan Andreevo. Za ní pokračuje tureckým územím silnice první třídy D100, na níž se před městem Edirne napojuje turecká dálnice O-3 ve směru Istanbul – Malá Asie.

## Historie výstavby

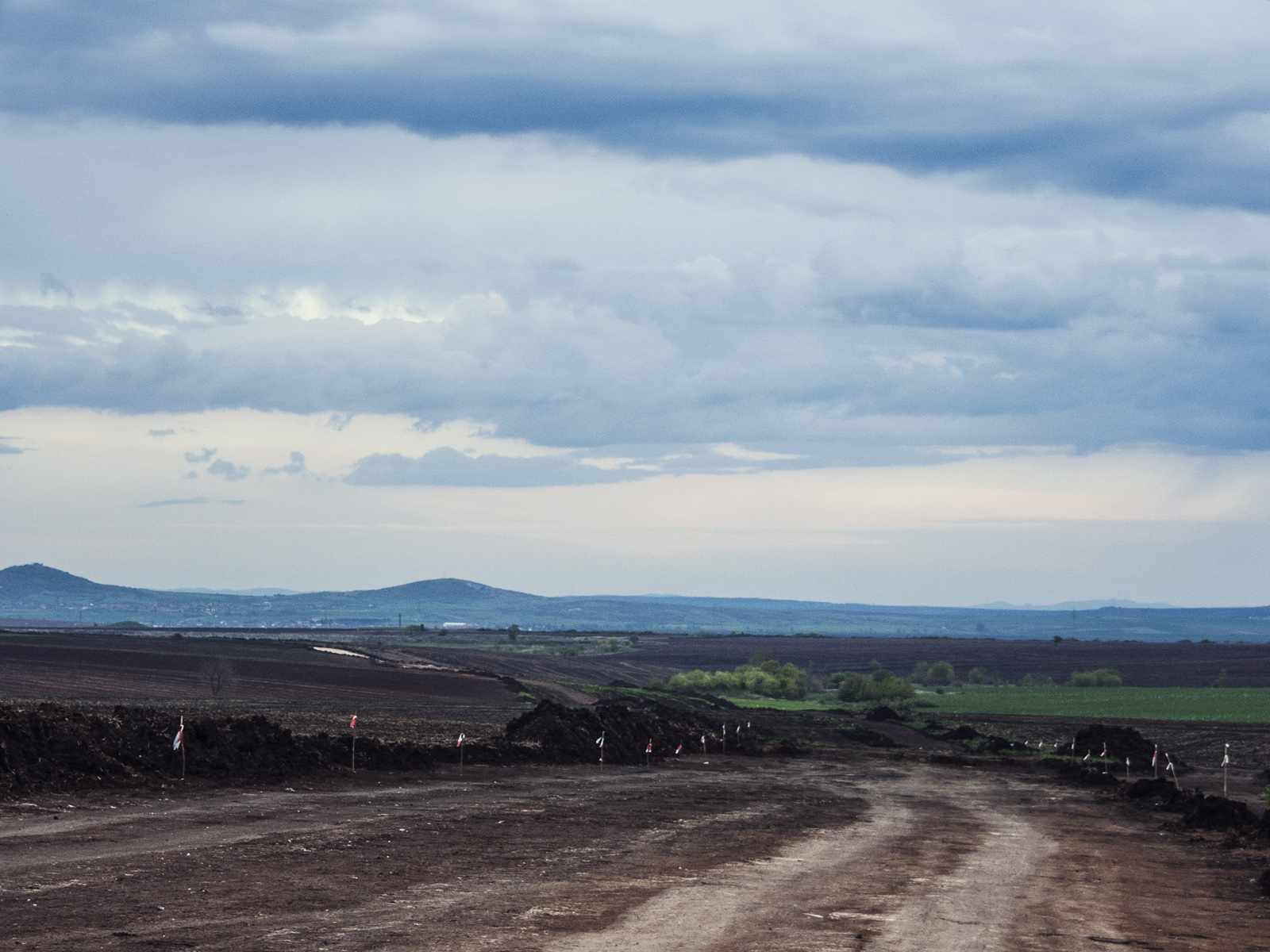
Trasa dálnice po skrytí ornice na km 7,000 15. dubna 2012

Výstavba dálnice byla zahájena v roce 1979 a oficiálně dokončena 29. října 2015. Jako první byla v 80. letech postavena levá polovina dálnice mezi km 99,820 a km 108,510, tehdy jako obchvat města Svilengrad na státní silnici č. 8. Od poloviny roku 1992 do roku 2010 stavba probíhala podle upravovaných a několikrát měněných projektů. V tomto období se uzavřely tři smlouvy na projektování, každá na jeden úsek dálnice a celkem měly 54 dodatků. Podle údajů agentury Silniční infrastruktura dosáhly celkové náklady v uvedeném období 132 miliónů leva.
- Roku 1991 byl uveden do provozu úsek v délce 19,14 km.[p 7]
- Roku 2001 byl zprovozněn silniční uzel Orizovo, který zahrnuje 4 kilometry dálnice Trakija a 5 km dálnice Marica.
- Roku 2007 (16. května) byl otevřen úsek mezi odbočkami Charmanli (km 71,011) a Ljubimec (km 89,100) v délce 16,66 km.[p 8] Zhotoviteli byly firmy Pătni stroeži (Пътни строежи) a Mostostroj (Мостстрой), stavební dozor prováděl Pătinvestinženering (Пътинвестинженеринг). Investiční náklady činily 65 miliónů leva. Následně se ukázalo, že chyběla roznášecí vrstva asfaltobetonu a úsek byl kvůli opravě uzavřen.
- Roku 2010 (2. října) byl otevřen úsek mezi odbočkami Ljubimec (km 89,100) a Svilengrad (km 108,260) v délce 19,16 km a znovu otevřen opravený úsek v délce 11,12 km. Investiční náklady činily 36 miliónů leva.

Koncem roku byly vyhlášeny veřejné soutěže na dopracování projektu a zhotovení dílu 1 od km 5,000 do km 36,400 v délce 31,4 km a dílu 2 od km 36,400 do km 70,620 v délce 34,22 km, jakož i na příslušný stavební dozor.
- Roku 2011 probíhalo výběrové řízení na oba dva díly. Nabídky na výstavbu prvního dílu se pohybovaly v rozpětí od 133 129 678 do 187 383 916 leva. Následně (2. srpna) byla uzavřena smlouva na první díl s lhůtou výstavby 25 měsíců s italskou firmou Cooperativa Muratori e Cementisti di Ravenna, která nabídla nejnižší cenu.[5] Také druhý díl získala firma s nejnižší nabídkou – 122 137 000 leva. Smlouva s bulharsko-rakouským sdružením Maritza Highway, zahrnujícím firmy Pătnostroitelna technika (Пътностроителна техника) a Porr Technobau und Umwelt, byla podepsána 26. července s lhůtou výstavby 25 měsíců.[6] Smlouvy na stavební dozor byly uzavřeny za nejnižší nabídky – 565 tisíc leva za první díl se sdružením Т7/Sink[7] a 666 tisíc leva za druhý díl se sdružením Rutex-ETE. Stavba obou dvou dílů (лот) byla financována z eurofondů.[8][9]
- Roku 2014 byla cena druhého dílu dálnice zvýšena o 16 165 tisíc leva kvůli rozšíření předmětu díla o rekonstrukci dálkového rozvodu elektrické energie, zajištění svahů, rekonstrukce zavlažovacích systémů, osvětlení křižovatek u Dmitrovgradu, Simenovgradu a Charmanli, protihlukové stěny a další práce. Toto navýšení bylo hrazeno z bulharského státního rozpočtu.[10]

14. října byl otevřen úsek mezi km 112,000 a km 117,000 (Kapitan Andreevo – hraniční přejezd do Turecka). Tato část zahrnovala speciální zónu celnice, jejíž parametry splňují evropské předpisy. Investiční náklady, které zajišťovala Světová banka, činily 10 miliónů eur.

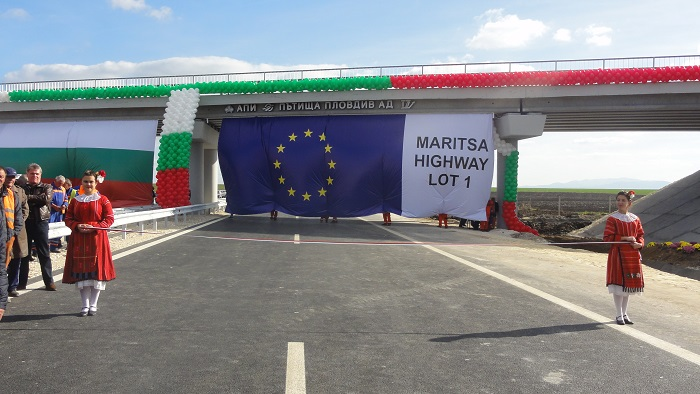
Slavnostní otevření dílu 1 29. října 2015 na km 5,000

- Roku 2015 byla po předchozím prodloužení lhůty výstavby prvního dílu prodloužena též lhůta výstavby druhého dílu.[12]

28. května byl otevřen dálniční díl 2 mezi odbočkami Dimitrovgrad (km 36,400) a Charmanli (km 70,620) v délce 34,22 km.
7. června byla zprovozněna pravá polovina dálnice (ve směru Kapitan Andreevo) u Svilengradu v délce 8,6 km mezi km 99,820 a km 108,510. Stavba v ceně zhruba 28 miliónů leva byla financována z bulharského státního rozpočtu.
Koncem roku (29. října) byl otevřen dálniční díl 1 mezi odbočkami Orizovo (km 5,000) a Dimitrovgrad (km 36,400) v délce 31,4 km.

## Inženýrská díla
Na trase se nachází vícero mostů, podjezdů a nadjezdů, jakož i rekonstruované zavlažovací systémy, propustky a elektrická dálková vedení, ale žádné tunely.
- Most přes Maricu u dědiny Velikan (km 24,796) o délce 470 m.[13]
- Most nad železniční tratí Plovdiv – Svilengrad na km 28,414.
- Most nad místní silnicí ІV-50606 Dobrič – Krum“ (km 32,083)
- Most přes řeku Banska (km 36,060) o délce 131 m
- Most přes Maricu z městem Charmanli o délce 400 m,

Mezi km 5,000 a km 36,400 se kromě toho nachází 18 větších inženýrských objektů – 8 podjezdů pro polní cesty a 10 nadjezdů. Mezi km 89,100 a km 108,260 se nacházejí čtyři menší mosty, 17 podjezdů pro polní cesty a 5 silničních nadjezdů. Dálniční spojka do města
Ljubimec překonává Maricu mostem o délce 392 m.

## Archeologie
Před výstavbou probíhal na staveništi záchranný archeologický průzkum v souladu se smlouvou, kterou uzavřel Národní archeologický ústav a muzeum s agenturou Silniční infrastruktura 30. dubna 2014.

### Objekt č 3 mezi km 23,630 a km 23,770
Záchranné archeologické výkopy byly zahájeny počátkem května 2014. Po vyčištění terénu proběhl průzkum prostřednictvím geofyzikálních metod na ploše přes 5600 m². Byly nalezeny různorodé konstrukce – shluky kamení a zlomky stavební keramiky, jámy, zdi, vodovody z pálených trub a další. Nálezy pocházejí z mladší doby bronzové, starší a mladší doby železné, antiky a osmanského období. Jedna z konstrukcí na severozápadním okraji naleziště byla určena jako sídlo ze starší doby železné (4. až 3. století př. n. l.). Bylo mírně zapuštěno pod původní terén. Jeho stěny byly tvořeny kůly s vypletením vymazaným hlínou. Jihozápadní čtvrtina sídla byla vyhrazena ohništi ohrazenému hlínou. Také byly prozkoumány čtyři jámy, ve dvou z nichž, ležících na východní straně, se nalezly keramické nádoby z doby sídlištního osídlení. Dále byly nalezeny materiály z doby římské, a to zejména zlomky domácí a stavební keramiky. Mezi nimi byly i tři bronzové mince, z nichž nejstarší se datuje do doby Oktaviána Augusta a byla vyražena ve Filippách mezi roky 5 a 14 – a nejmladší římský follis z poloviny 3. století. Nejmladší nálezy pocházejí z osmanské doby a bulharského obrození. Za zmínku stojí dočasné stavby na mělkých základech a se střechami z pálené krytiny.

### Objekt č 5 mezi km 23,945 a km 24,160
Záchranné archeologické výkopy byly zahájeny v druhé polovině května 2014. Údaje ze zdejšího archeologického průzkumu potvrzují přítomnost osídlení v různých dobách:
- raný neolit – 7. až 6. tisíciletí př. n. l. ve čtvercích G20, G21, D20 a D21 byla zastižena zapuštěná raně neolitická konstrukce. Je elipsovitého tvaru a v ose severozápad – jihovýchod je dlouhá 7,5 m, v kolmém směru 5 m. V severním rohu vykopávek byla objevena stavba žářiště o rozměrech 1,1 × 1,0 m. Charakter keramických materiálů vede k dataci sídliště do raného neolitu, etapy Karanovo I.
- mladší doba železná – 6. až 5. století př. n. l. ve čtvercích G5, G6, D5 a D6 byla prozkoumána kruhová konstrukce z mladší doby železné. S toto konstrukcí je na jejím severním obvodě spojena jáma. Ve stavbě byly za sloupy nosné konstrukce zastiženy dvě jámy. Konstrukce byla po jižním obvodě narušena odpadní jámou z 11. nebo 12. století.
- pozdní helénismus – ve čtvercích Ž6, 7, 8, Z6, 7, 8 a I6, 7, 8 byl vykopán kruhový tvar o rozměrech 9,5 m v severojižním směru a 10,5 m v západovýchodním. V něm jsou vsazeny v pravoúhlém půdorysu o rozměrech 6,0 × 4,5 m čtyři otvory pro nosníky. Stavba ohniště má kruhový tvar o průměru 1,5 m. V severní části stavby byly vykopány čtyři hluboké jámy. Na severu byla objevena opěrná zeď sloužící k ochraně sídliště.
- středověk – byly objeveny čtyři domy z 8. až 13. století o pravoúhlém půdorysu a jámy určené pro nosníky. Prozkoumáno bylo i více než 20 jam z různých dob, jakož i hrob orientovaný v západovýchodním směru (hlava na východ). Západní hrana jámy hrobu se nalézá mimo obrys objektu, ale zůstává uvnitř hranice průzkumu.[16]